# Badminton bei den European Maccabi Games 2019
Bei den European Maccabi Games 2019 wurden fünf Badmintonwettbewerbe ausgetragen. Sie fanden vom 30. bis zum 31. Juli 2019 in Budapest statt.

## Sieger und Platzierte
| Disziplin    | Gold                                    | Silber                          | Bronze                                   |
| ------------ | --------------------------------------- | ------------------------------- | ---------------------------------------- |
| Herreneinzel | Mark Šames                              | Aliaksei Konakh                 | Semjon Brener                            |
| Dameneinzel  | Vitaliya Movshovitch                    | Nataliia Ruthaizer              | Anastasiia Ruthaizer                     |
| Herrendoppel | Aliaksei Konakh Maksim Konakh           | Mark Šames Daniel Tarachovskij  | Boris Kaprov Michael Reznik              |
| Damendoppel  | Anastasiia Ruthaizer Nataliia Ruthaizer | Elisa Lubarov Inna Müller       | -                                        |
| Mixed        | Aliaksei Konakh Nataliia Ruthaizer      | Mark Šames Anastasiia Ruthaizer | Daniel Tarachovskij Vitaliya Movshovitch |